# كاليفيتوس (دراما)

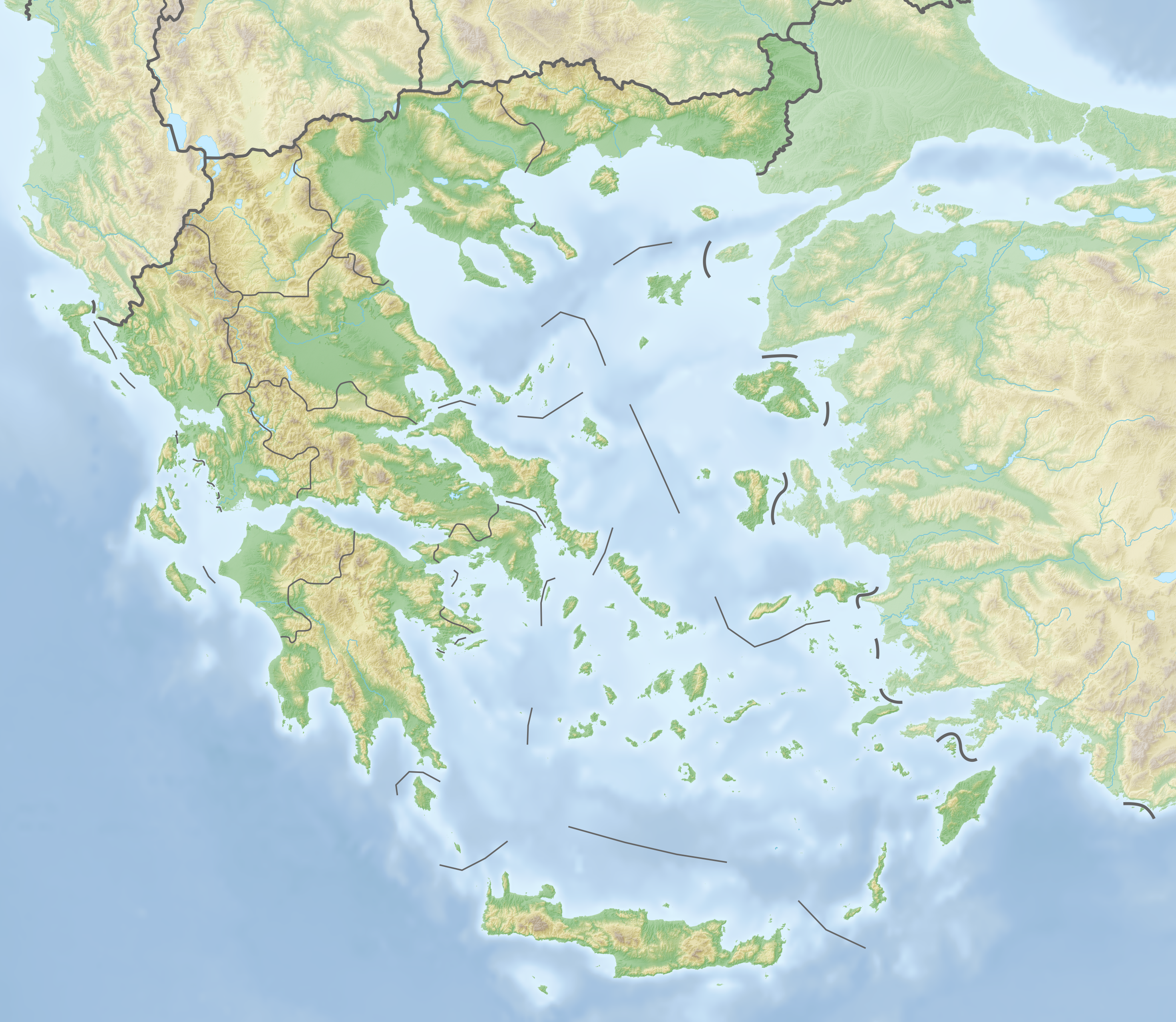

كاليفيتوس (Καλλίφυτος) هي مدينة في دراما في مقاطعة فوريا إلادا في اليونان.
يبلغ عدد سكانها حوالي 1023 نسمة.